# Up at the Villa
Up at the Villa es una novela corta de William Somerset Maugham, escrita en 1941. Trata sobre una joven viuda y sus relaciones con tres hombres. Es una historia de ritmo rápido que incorpora elementos de la novela de suspense.
Esta novela corta ha sido adaptada al cine en el año 2000 por Philip Haas.
- Datos: Q13423007